# Angel of Retribution

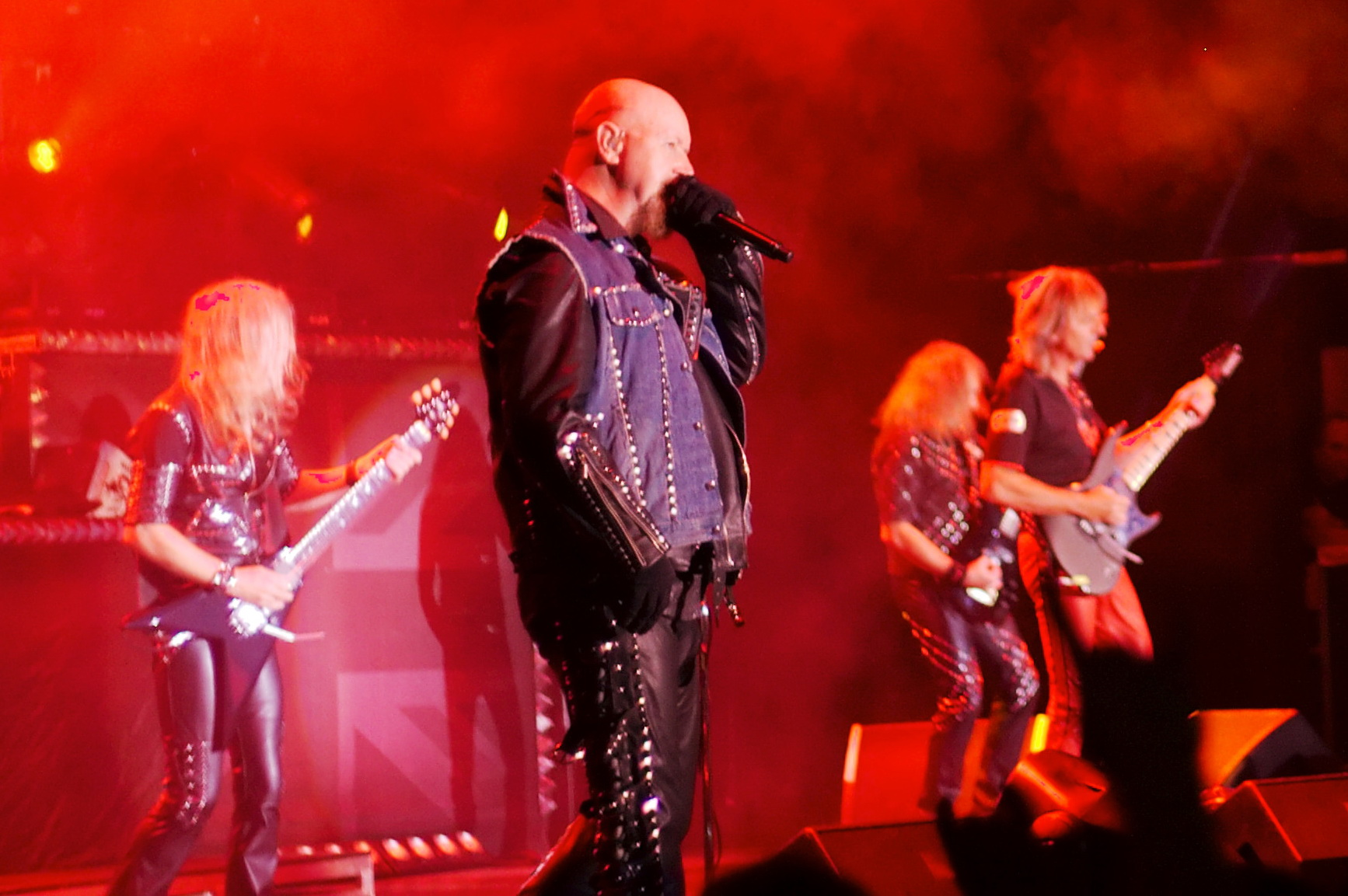
Judas Priest en concierto en el Summerfest de Milwaukee, Wisconsin (2010)

Angel of Retribution es el decimoquinto álbum de estudio de la banda británica de heavy metal Judas Priest, publicado en 2005 a través de Epic Records. Es la primera producción junto al vocalista Rob Halford después de once años de alejamiento, cuyo último disco con la banda fue Painkiller de 1990.
Tras su lanzamiento logró buenas posiciones en las listas mundiales, entre ellas el puesto 13 en los Estados Unidos —la mejor posición para uno de sus discos hasta ese momento en dicho país— y además se convirtió en su primer álbum en lograr el primer lugar en alguna lista mundial (Grecia). Por otro lado, recibió buenas críticas por parte de la prensa especializada, quienes resaltaron su sonido y producción, y en ciertas revisiones incluso se consideró como uno de sus mejores trabajos.
En el mismo año también se lanzó en edición limitada que contenía un DVD con un documental sobre la gira Reunited Summer Tour, y con siete canciones en vivo grabadas durante las presentaciones en Barcelona y Valencia en junio de 2004.

## Antecedentes
En julio de 2003 a través de una carta entregada a varios medios de comunicación se confirmó el regreso de Rob Halford, luego de once años alejado de Judas Priest. Su retorno provocó la salida del estadounidense Tim "Ripper" Owens, que en una entrevista en el programa Friday Night Rocks dada el 11 de julio del mismo año, afirmó que fue en buenos términos y que su etapa con la banda fue todo un sueño cumplido. Además, comentó que él como fanático siempre esperó la reunión de Judas Priest, incluso mientras aún era miembro de la agrupación.
Durante las primeras semanas de abril de 2004 comenzaron los primeros preparativos para celebrar la reunión. Por un lado, firmaron un contrato discográfico con la multinacional Sony Music, que a través de Epic Records distribuiría sus eventuales álbumes. Además, se realizó la primera sesión de fotos para promocionar su gira de reunión llamada Reunited Summer Tour, que contó con varias presentaciones en algunos países europeos durante el mes de junio. Por último, entre los meses de julio y agosto dieron una serie de conciertos por Norteamérica, como colíderes de cartel del festival Ozzfest.

## Grabación
Las primeras maquetas de las futuras canciones comenzaron a escribirse en diciembre de 2003 en los The Old Smithy Studios de Worcestershire en Inglaterra, cuyo proceso culminó en mayo de 2004 solo un mes antes de iniciar la gira de reunión. Tras terminar su participación en el festival Ozzfest, las grabaciones se retomaron en octubre pero esta vez en los estudios Sound City de California en los Estados Unidos, dándolo por concluido en diciembre del mismo año. Además, la producción quedó a cargo de la propia banda en conjunto con Roy Z, que ya había trabajado con Rob Halford en su propia banda.
Por su parte, el proceso de mezclado se realizó en los mismos estudios Sound City, mientras que su masterización se llevó a cabo en los Precision Mastering ubicados en el estado de California.

## Lanzamiento y promoción
Se lanzó oficialmente el 28 de febrero de 2005 en el Reino Unido a través de Epic Records, donde alcanzó el puesto 39 en los UK Albums Chart. Sin embargo, el 22 de febrero se había publicado por el mismo sello en Japón, como exclusiva mundial. Mientras que en los Estados Unidos se lanzó el 1 de marzo a través de Sony Music vendiendo en su primera semana 57 522 unidades físicas, que lo posicionó en el lugar 13 en la lista Billboard 200.
Cabe señalar que Angel of Retrbution fue lanzado también en una edición limitada que contenía un DVD con un documental sobre la gira Reunited Summer Tour y con siete canciones en vivo grabadas durante las presentaciones en Barcelona y Valencia en junio de 2004. Además, se publicó en formato Dual disc que contenía por un lado al disco compacto y por el otro al DVD ya mencionado.
Para promocionarlo el 3 de enero de 2005 se lanzó su primer y único sencillo, «Revolution», que entró en la lista estadounidense Mainstream Rock Tracks en el puesto 23. Además, el 23 de febrero iniciaron su gira promocional Retribution World Tour que los llevó a Norteamérica, Europa, Latinoamérica y Japón, y que les permitió tocar por primera vez en Chile, Rusia, Letonia, Estonia, Lituania y Ucrania.